# Jan Leijten
Johannes Cornelia Maria (Jan) Leijten (Etten-Leur, 14 januari 1926 – Nijmegen, 4 mei 2014) was een Nederlands rechtsgeleerde, advocaat-generaal bij de Hoge Raad en auteur.

## Loopbaan
Leijten studeerde rechten aan de Katholieke Universiteit Nijmegen. Van 1952 tot 1962 was hij advocaat en procureur in Nijmegen, en vervolgens was hij rechter in 's-Hertogenbosch. Van 1969 tot 1975 was Leijten hoogleraar inleiding tot de rechtswetenschap en de algemene rechtsleer aan de KU Nijmegen. Daarna, van 1976 tot 1991, was hij daar buitengewoon hoogleraar burgerlijk procesrecht. Tegelijkertijd was hij vanaf 1971 raadsheer-plaatsvervanger bij het gerechtshof 's-Hertogenbosch, en van 1975 tot 1981 raadsheer bij het Gerechtshof Arnhem. In 1981 volgde zijn benoeming tot advocaat-generaal bij de Hoge Raad, welke functie hij tot 1996 uitoefende.
Leijtens sollicitatie naar het hoogleraarschap in de roerige universitaire wereld van eind jaren zestig leidde tot commotie onder studenten. Een strijd tussen de studenten en de juridische faculteit over de benoeming van hoogleraren kwam op dat moment tot een hoogtepunt. Studenten vreesden dat hij niet deskundig genoeg was en dat hij bij de benoeming voorrang had gekregen omdat hij de juiste contacten had binnen de faculteit. Later bleek Leijten zich juist tot een zeer populaire en gezaghebbende hoogleraar te ontwikkelen.

## Literair werk
Leijten publiceerde naast vele boeken en artikelen in zijn vakgebied ook literaire werken:
- De achterkant van de jurisprudentie (1972)
- De verschrikkelijke eenzaamheid van de inbreker (1992)
- Brullen als een nachtegaal (1993)
- De achterkant van het recht (1994)
- God houdt niet van rechters (2000)
- Van mensen en dingen die niet voorbij zijn (2001)
- Kleine hebzucht loont niet (2003)
- Een leven lang (postuum, aug 2015)

## Over Leijten
- Jan Cornelia Maria Leijten Etten-Leur 14 januari 1926 - Nijmegen 4 mei 2014, door Willibrord Davids, in: Jaarboek van de Maatschappij der Nederlandse Letterkunde te Leiden, jrg. 2013-2014, pag. 124-134[6]

## Weetje
Leijten zat in het comité van aanbeveling van de door Eef Hoos opgerichte stichting Themis.